# Poříčí u Litomyšle
Obec Poříčí u Litomyšle se nachází 12 km jihozápadně od Litomyšle v okrese Svitavy v Pardubickém kraji. Žije zde 520 obyvatel.

## Historie
První písemná zmínka o obci pochází z roku 1361. Je tvořena třemi dříve samostatnými obcemi.
Poříčí je drobná obec s menšími původně vesměs roubenými usedlostmi, téměř stejného stavebního charakteru s komorami v patře nad průjezdem či pouze přízemní s menším dvorem. V centru obce je kaple, která prošla opravou a byla posunuta a pootočena vůči silnici, a moderní informační středisko mikroregionu Toulovcovy Maštale.
Mladočov je obec rozložená pod starobylým kostelem se samostatnou zvonicí a barokní farou na vrcholu údolní ostrožny. Dochován velmi malebný střed kolem kostela.
Zrnětín je obec podél silničky do Lubné vesměs s drobnými usedlostmi chalupníků. Ve středu stojí kaple nad rybníčkem.
Celá oblast je turistickou destinací Pardubického kraje, rekreační zona Mikroregionu Toulovcovy maštale s pískovcovými útvary v borových lesích, kterým dominuje malebné městečko Proseč a rokoková perla zámecké architektury v Nových Hradech.

## Části obce
- Poříčí u Litomyšle
- Mladočov
- Zrnětín

## Pamětihodnosti
- Kostel sv. Bartoloměje v Mladočově
- Zvonice u kostela v Mladočově
- Fara v Mladočově
- Kaple sv. Jana Nepomuckého v Poříčí
- Kaple sv. Václava v Zrnětíně

## Osobnost
Anna Jílková, rozená Kulhavá (25.7.1707 Poříčí – 1.5.1771 Rixdorf). Ona i její manžel Jan Jílek byli exulanty a jejich životopisy byly zveřejněny.

## Ocenění
V září roku 2018 získala obec Poříčí u Litomyšle zlatou medaili v celoevropské soutěži Entente Florale Europe. Ocenění bylo obci uděleno za příkladnou péči o životní prostředí s přihlédnutím k zapojení všech občanů do společenských aktivit.

## Fotogalerie

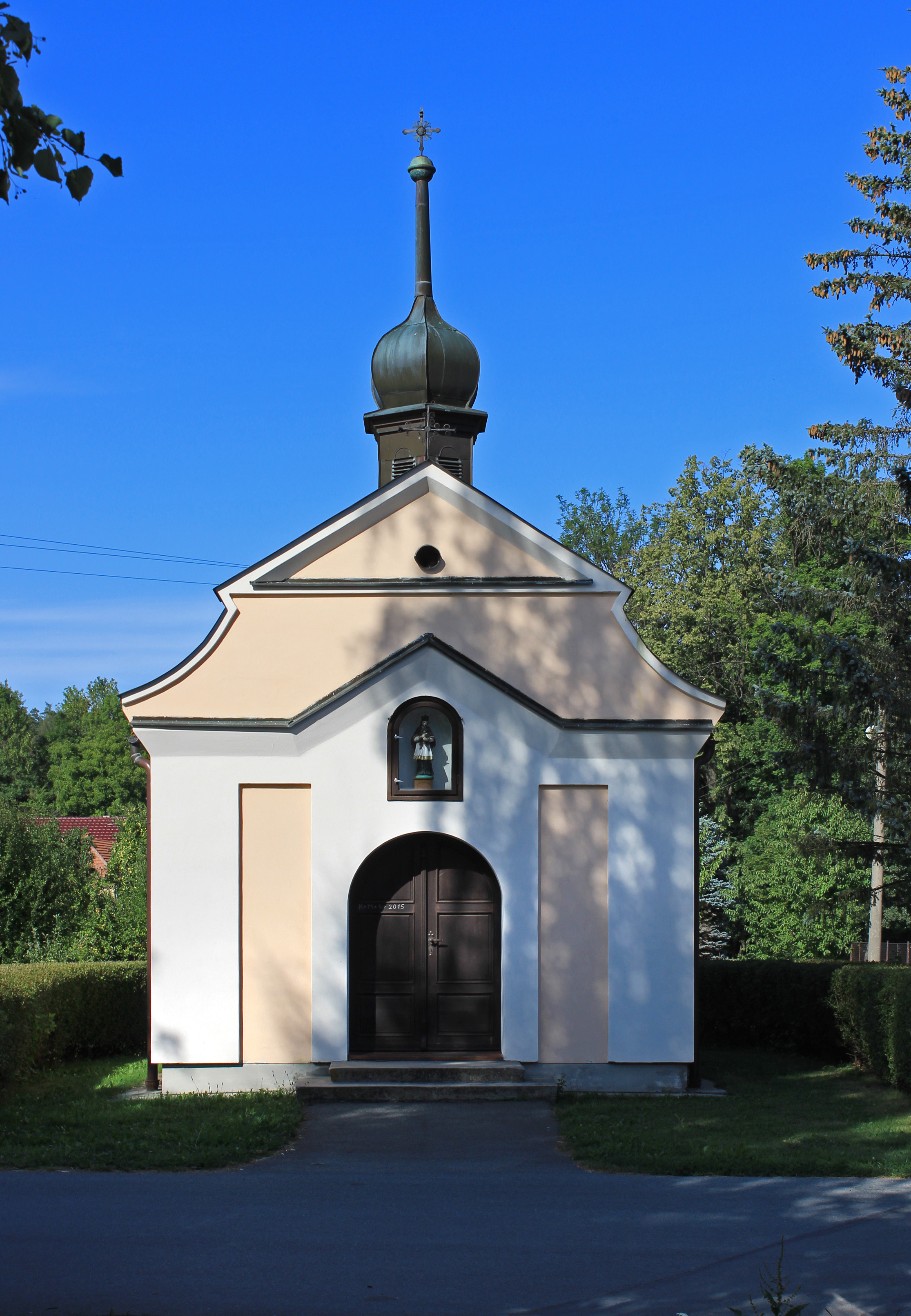
Kaple sv. Jana Nepomuckého
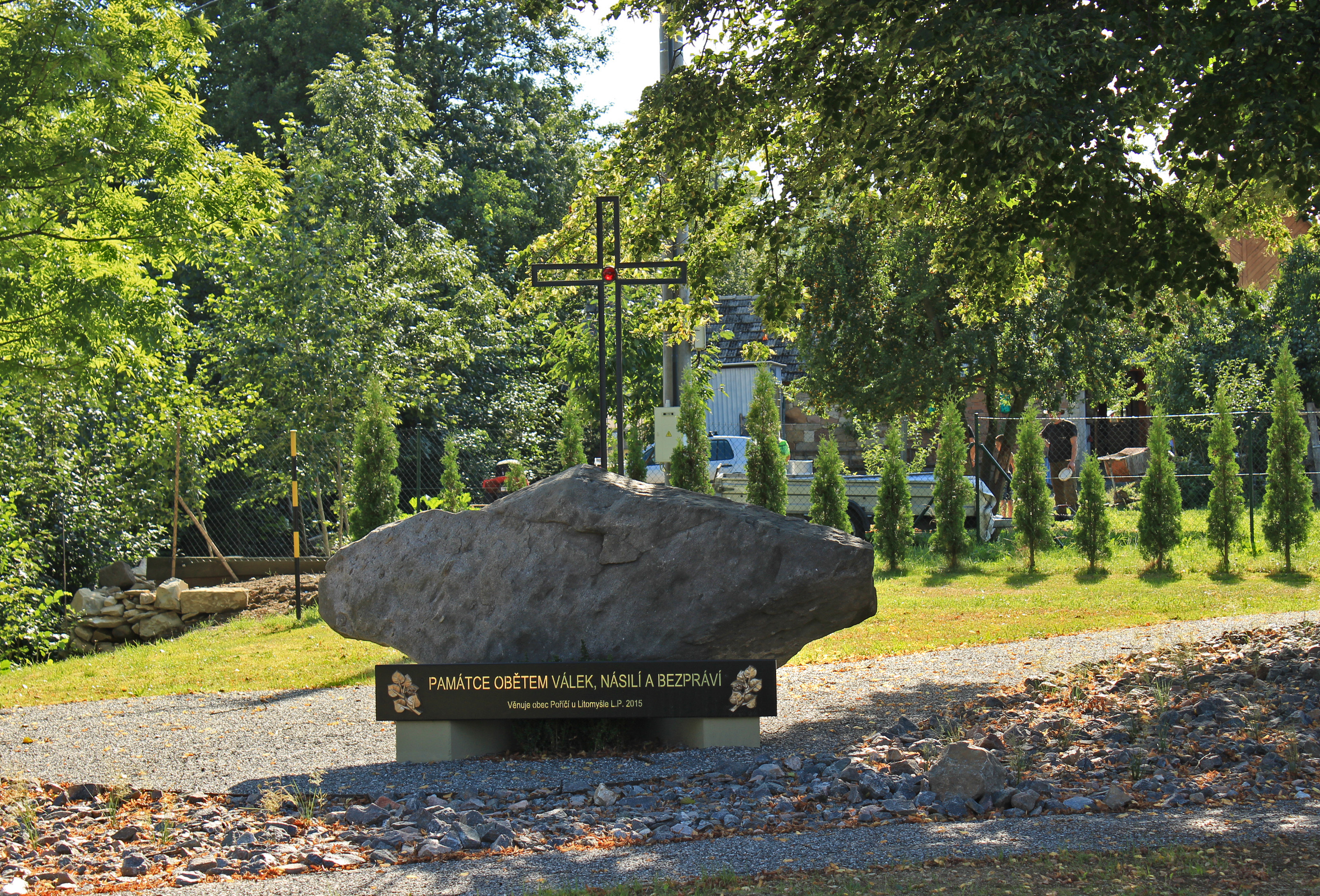
Univerzální památník
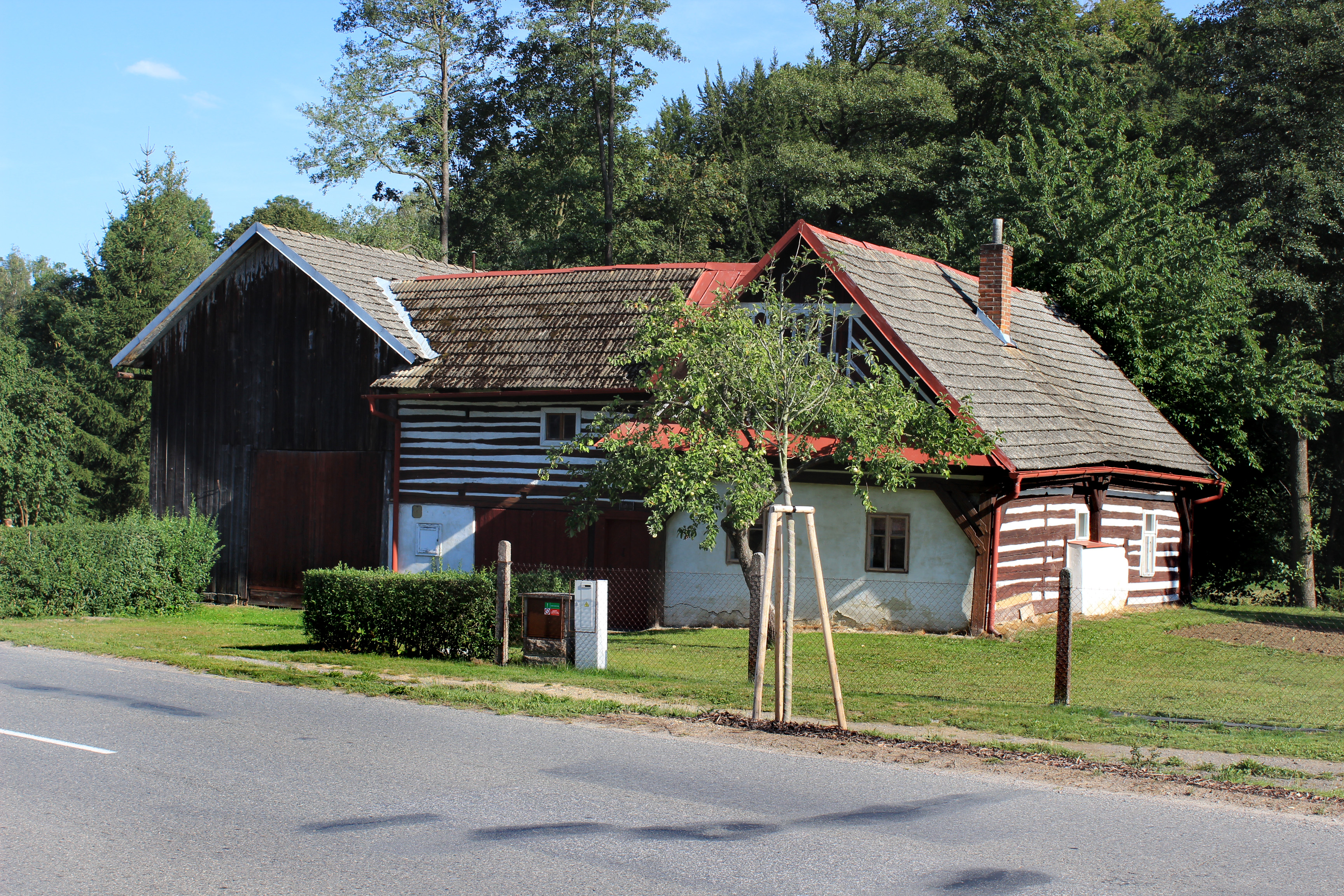
Hrázděný domek čp. 35
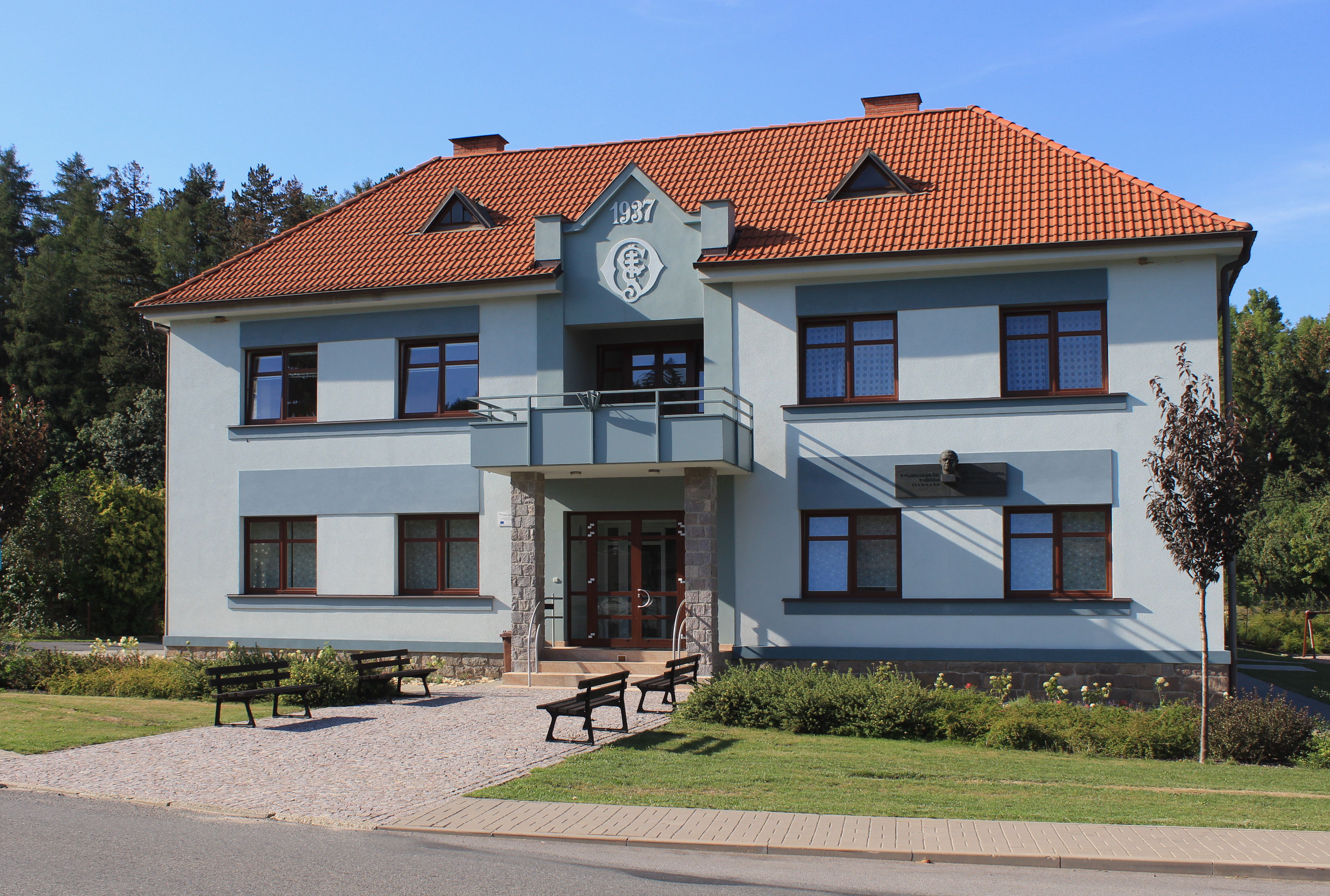
Dům s pamětní deskou spisovatele Jilemnického